# Guerre entre le Koguryŏ et le Yamato
La Guerre entre le Koguryŏ et le Yamato est un conflit qui a lieu dans la péninsule coréenne de 391 à 404. Elle oppose d'un coté les forces du royaume coréen du Koguryŏ à une alliance constitué du royaume japonais de Yamato et du royaume coréen de Baekje. Ces deniers sont défaits, ce qui permet au Koguryŏ de vassaliser les autres royaumes coréens pendant environ 50 ans.
La Stèle de Kwanggaet'o traite en partie des évènements liés à ce conflit.